# Michael Blankfort
Michael Blankfort (* 10. Dezember 1907 in New York City; † 13. Juli 1982 in Los Angeles) war ein US-amerikanischer Drehbuchautor, Autor und Dramatiker sowie Gewerkschafter in der Writers Guild of America, West. Er vertrat Albert Maltz, einen der Hollywood Ten, bei der Oscarverleihung 1951. Nominiert war das Drehbuch für Der gebrochene Pfeil, das Maltz geschrieben hatte. 1991 wurde Maltz, der zur Zeit der Verleihung wegen angeblicher unamerikanischer Umtriebe unter Berufsverbot stand, wieder auf die offizielle Liste gesetzt.

## Leben
Blankfort war selbst Drehbuchautor und Dramatiker. Seine Karriere begann am Theater, wo er unter anderem mit Mike Gold zusammenarbeitete. Seine erste Arbeit im Film war Blind Alley (1939). Es folgten 1941 Adam hatte vier Söhne mit Ingrid Bergman und Flucht nach Texas mit Glenn Ford und William Holden. 1951 riskierte er seine Karriere, als er als den von Hollywood wegen unamerikanischer Umtriebe ausgeschlossenen Maltz bei allen Preisverleihungen vertrat. So war er bei der Oscarverleihung 1951 anwesend und nahm den WGA Award in Empfang. 
Es folgten weitere Drehbücher, unter anderem für Okinawa (1951) und Der Gehetzte (1953), den er auch produzierte. Von 1967 bis 1969 war er Präsident der Writers Guild of America, West und gewann deren Valentine Davies Award 1972.
Blankfort und seine Frau Dorothy Stiles Blankfort waren begeisterte Kunstsammler und Gründungsmitglieder des Modern and Contemporary Art Council (MCAC). Seine Frau war Vorsitzende des MCAC, während er im Aufsichtsrat des Los Angeles County Museum of Art saß. Insgesamt 448 zeitgenössische Kunstwerke vermachten die beiden dem MCAC, darunter Werke von Billy Al Bengston, Tony Berlant, Willem de Kooning und Yves Klein.

## Theater (Auswahl)
- The Sailors of Cattaro. New York: French 1935.
- Battle hymn; a play in three acts, prologues and an epilogue. (Zusammen mit  Michael Gold) New York, Los Angeles, London: S. French, 1936.
- The Crime. New York: New York Theatre League, 1936.
- The Brave and the Blind – A One-act Drama. New York: S. French, 1937.
- A Time to Live. New York: Harcourt Brace, 1943.
- The Big Yankee: The Life of Carlson of the Raiders. Boston: Little, Brown and Company, 1947.
- Monique: A Drama in Two Acts. Zusammen mit Dorothy Stiles Blankfort. New York: S. French, 1957.
- An Exceptional Man - A Novel of Incest. New York: Antheneum, 1980.

## Filmografie (Auswahl)
- 1939: Blind Alley
- 1941: Adam hatte vier Söhne (Adam Had Four Sons)
- 1941: Flucht nach Texas (Texas)
- 1942: Flight Lieutnant
- 1948: An Act of Murder
- 1948: The Dark Past
- 1951: Okinawa (The Halls of Montezuma)
- 1952: Schwarze Trommeln (Lydia Bailey)
- 1953: Der Gehetzte (The Juggler)
- 1954: Die Caine war ihr Schicksal (The Caine Mutiny) (Dialoge)
- 1955: Die Unbezähmbaren (Untamed)
- 1956: Mein Wille ist Gesetz (Tribute to a Bad Man)
- 1966: Tausend Gewehre für Golden Hill (The Plainsman)
- 1978: Feuer aus dem All (Fire in the Sky)